# Койсари
Койсари́ (каз. Қойсары) — село у складі Жилиойського району Атирауської області Казахстану. Входить до складу Жемського сільського округу.
Населення — 16 осіб (2021; 106 у 2009, 100 у 1999, 265 у 1989).